# ناحیه سوده‌مون

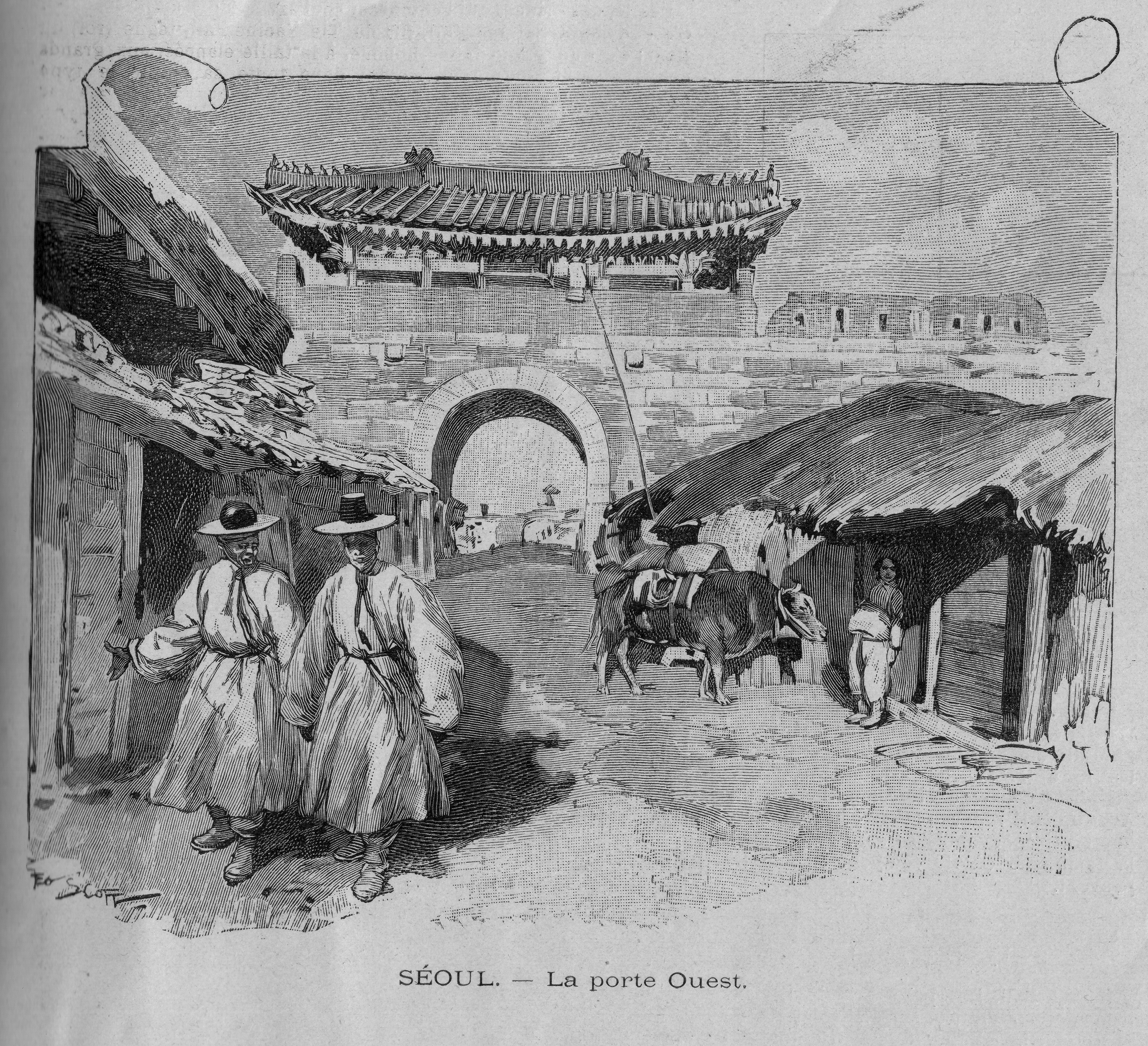
یک طراحی از سوده‌مون (دروازه بزرگ غربی) حدود سال ۱۸۹۴ میلادی

سوده‌مون (کره‌ای: 서대문구, «دروازه بزرگ غربی») یکی از ۲۵ نواحی سئول پایتخت کره جنوبی است.
ناحیه سوده‌مون جمعیتی بالغ بر ۳۱۳٬۸۱۴ نفر (۲۰۱۰) و مساحت جغرافیایی ۱۷٫۶۱ کیلومتر مربع (۶٫۸ مایل مربع) دارد و به ۱۴ محله اداری (دونگ) تقسیم شده‌است. این ناحیه در شمال غربی سئول واقع شده‌است و از شمال غربی هم‌مرز با ناحیه اون‌پیونگ، از جنوب غربی هم‌مرز با ناحیه ماپو، از جنوب شرقی هم‌مرز با ناحیه جونگ و از شرق هم‌مرز با ناحیه جونگنو است.
سوده‌مون بخشی از منطقه سونگ‌جوشیب‌ری (سئول قدیم بیرونی) است و نام آن از دون‌یی‌مون، یکی از هشت دروازه سئول گرفته شده‌است که قبلاً محل آن در این ناحیه بوده‌است. پارک استقلال سوده‌مون در ناحیه سوده‌مون قرار دارد که میزبان چندین بنای تاریخی از جمله موزه زندان سوده‌مون و دروازه استقلال است.
مون سوک جین (문석진) از حزب دموکراتیک از ژوئیه ۲۰۱۰ شهردار سوده‌مون است.

## خواهرخوانده
- هایدیان، چین
- موکپو، کره جنوبی